# Stanley Gold
Pour les articles homonymes, voir Gold.
Stanley Phillip Gold (10 septembre 1942 à Los Angeles) a été membre du directoire de la Walt Disney Company en 1984 et de 1987 à 2003 ainsi que président puis PDG de Shamrock Holdings après la mort en 2009 de son fondateur, Roy Edward Disney.

## Biographie
Après des études à l'Université de Californie du Sud et un law degree obtenu en 1967, il part au Royaume-Uni pour un stage à l'Université de Cambridge. En 1968, il rejoint le cabinet d'avocats californien Gang, Tyre, Ramer & Brown au côté de Martin Gang, se spécialisant dans le financement, la vente et les acquisitions d'entreprises.
En 1978, Roy Edward Disney fonde un fonds d'investissement privé, Shamrock Holdings. Stanley Gold le rejoint et est nommé président. Il soutient Roy Disney dans la reconquête de Disney et la Guerre financière pour Disney en 1984. Il fait partie des membres du directoire qui nomme Michael Eisner à la tête de Disney, à la place de Ronald William Miller, gendre de Walt Disney. 
En 2003, après une mésentente entre le PDG Michael Eisner et Roy E. Disney, l'influence de ce dernier commença à décliner, d'autant que beaucoup de responsables proches de Eisner furent nommés à des plus hauts postes. Quand le directoire rejeta une demande de Roy pour repousser le terme de son mandat, il annonça sa démission le 30 novembre 2003, citant de « sérieuses différences d'opinion sur la direction et le type de management » dans la société. Après la démission, Roy E. Disney et Stanley Gold associés dans Shamrock Holdings ont créé le site internet SaveDisney.com dans le but de démettre Michael Eisner et ses soutiens de leurs positions et surtout de revitaliser la Walt Disney Company. 
En 2009, à la mort de Roy Edward Disney, il est nommé PDG de Shamrock Holdings.